# Otostigmus martensi
Otostigmus martensi är en mångfotingart som beskrevs av Lewis 1992. Otostigmus martensi ingår i släktet Otostigmus och familjen Scolopendridae.
Artens utbredningsområde är Nepal. Inga underarter finns listade i Catalogue of Life.